# Rillyarex
Rillyarex is een geslacht van uitgestorven mollusken, dat leefde van het Midden-Eoceen tot het Oligoceen.

## Beschrijving
Deze landslak had een langwerpige, linkswindende schelp met een sculptuur, die was samengesteld uit talrijke schuine dwarsribjes. Vanaf de zijkant gezien, bevatte de hoge spira de contouren van een spitsboog met licht golvende zijden, nauwelijks ingetand door de ondiepe sutuur (afscheiding tussen twee windingen) tussen de gering bollende windingen. De ovale mondopening bevatte een aaneengesloten, iets verdikte buitenlip, uitgezonderd aan het bovenste aanhechtingspunt. De lengte van de schelp bedroeg ongeveer 7 cm.